# George W. Campbell

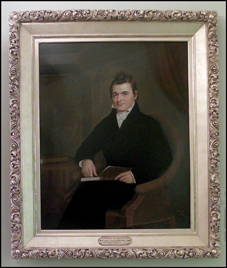
Porträt von George W. Campbell im Finanzministerium

George Washington Campbell (* 9. Februar 1769 im Kirchspiel von Tongue, Schottland; † 17. Februar 1848 in Nashville, Tennessee) war ein US-amerikanischer Politiker (Demokratisch-Republikanische Partei), der dem Kabinett von US-Präsident James Madison als Finanzminister angehörte.

## Familie, Studium und berufliche Laufbahn
Campbell war der Sohn des Artes Archibald Campbell und Elizabeth Mackay, die sich 1772 in North Carolina niederließen. Nach einem allgemein bildenden Studium am College of New Jersey, das er 1794 abschloss, absolvierte er ein Studium der Rechtswissenschaften. Kurz nach der Zulassung zum Rechtsanwalt in North Carolina eröffnete er eine Kanzlei in Knoxville.
Zwischen 1809 und 1811 war er Beisitzender Richter am Tennessee Supreme Court.

## Politische Laufbahn

### Kongressabgeordneter und US-Senator
Campbell begann seine politische Laufbahn 1803 mit der Wahl zum Abgeordneten des US-Repräsentantenhauses. Dort vertrat er bis 1809 die Interessen des Staates Tennessee und war 1807 bis 1809 Vorsitzender des Committee on Ways and Means. Nach einem Duell mit Barent Gardenier, den er leicht verwunderte, besuchte er dessen Krankenbett im Haus von Benjamin Stoddert und verliebte sich in dessen Tochter Harriet. Sie heirateten 1812 und hatten sechs Kinder.
Am 8. Oktober 1811 wurde er nach dem Rücktritt von Jenkin Whiteside zum US-Senator gewählt. Dieses Mandat bekleidete er bis zum 11. Februar 1814. Am 10. Oktober 1815 wurde er erneut zum Mitglied des Senats gewählt. Während seiner Amtszeit war er vom 4. Dezember 1815 bis zu seinem Rücktritt am 20. April 1818 auch Vorsitzender des Senatsausschusses für Finanzen. 

### Finanzminister und Botschafter in Russland
Am 4. Februar 1814 berief ihn US-Präsident James Madison als Nachfolger von Finanzminister Albert Gallatin in sein Kabinett. Die vom Britisch-Amerikanischen Krieg von 1812 verursachte dramatische Haushaltssituation bestimmte von Anfang an seine Haushaltspolitik. Da keine Investitionsmittel zur Verfügung standen, musste er die Bürger zur Aufnahme von Regierungsanleihen überzeugen. Aufgrund der katastrophalen Finanzsituation sah er sich jedoch gezwungen, diese Anleihen zu Höchstzinssätzen auszugeben. Nach der Besetzung von Washington, D.C. im September 1814 durch die britische Armee befand sich das Ansehen der Regierung auf einem historischen Tiefpunkt.
Nachdem ihm keine spürbare Besserung der Haushaltsituation gelungen war, trat er am 5. Oktober 1814 aus Gesundheitsgründen von diesem Amt zurück.
Im April 1818 nahm er seine Ernennung zum Botschafter in Russland an, wo er die Nachfolge von William Pinkney antrat. Nach seinem Rücktritt von diesem Amt 1821 zog er sich weitgehend aus dem politischen Leben zurück und ließ sich als Rechtsanwalt in Nashville nieder. Von 1831 bis 1835 gehörte er einer Kommission an, die sich mit Schadensersatzansprüchen aufgrund französischer Plünderungen befasste.
Er war Sklavenhalter.